# 周之翰 (嘉靖舉人)
周之翰（16世紀—16世紀），號鳳里，湖廣長沙府湘潭縣人，明朝政治人物。

## 生平
周之翰是嘉靖三十四年（1555年）舉人，授廣昌知縣，品行清正、勤理民事，改任蕪湖知縣，萬曆十一年（1583年）陞貴州道監察御史，彈劾大臣至七十二人，包括吏部侍郎陸光祖，被都御史趙錦糾察，十三年（1585年）外任四川按察司僉事，十五年（1587年）再陞陝西苑馬寺少卿兼陝西僉事分理馬政，其後致仕回鄉。

## 引用
1. 1 2  嘉慶《湘潭縣志·卷二十六·人物一》：周之翰，號鳳里，由嘉靖乙卯舉人選廣昌令，調蕪湖俱有聲，擢御史氣岸山立，封駁郡縣至七十二人，劾吏部侍郎陸，為都御史所糾，出為四川按察司僉事，遷陝西苑馬寺少卿致政歸，以身繫一鄉之望凡數十年，值八旬虔命，子姓奴僮皆素衣緇冠，及期不具慶而弔儼坐堂上，答拜揖不戚而歡，其曠逹如此。 參訂包志
2. ↑  同治《（江西）廣昌縣志·卷四》：周之翰，湘潭舉人，性孤介，罔敢羨進，勤理民事，不愛一錢，有古循吏風。
3. ↑  《明神宗顯皇帝實錄·卷一百四十》：（萬曆十一年八月癸亥）考選得知縣等官三十五員俱堪任御史……周之翰貴州道……
4. ↑  《明神宗顯皇帝實錄·卷一百六十六》：（萬曆十三年閏九月戊午）陞浙江道御史龔懋賢為河南副使，戶科左給事中田大年為陝西副使，河南道御史龔一清為江西參議，貴州道御史周之翰為四川僉事。
5. ↑  《明神宗顯皇帝實錄·卷一百八十四》：（萬曆十五年三月乙巳）陞四川僉事周之翰為陝西苑馬寺少卿，兼僉事分理馬政。